# Jan Kantakuzen (arystokrata)
Jan Kantakuzen (zm. przed 1257) – duks, gubernator temu Trakesion w latach około 1244-1249. 

## Życiorys
W 1249 dowodził ekspedycją wysłaną przez cesarza Jana III przeciwko Genueńczyków, którzy najechali i przejęli kontrolę nad Rodos. Jego żoną była Irena Eulogia Paleologina (ur. ok. 1218, zm. po 1284) – córka Andronika Paleologa, siostra cesarza Michała VIII Paleologa. Mieli czworo dzieci:
- Teodora Raulena Paleologini (ur. ok. 1240, zm. 6 grudnia 1300)
- Maria Kantakuzena Paleologina, caryca bułgarska w latach 1270–1279, żona Konstantyna Asena Ticha
- Anna Paleologina, (zm. 1313), żona Nicefora I Angelosa, despoty Epiru.
- Eugenia, żona Syrgiannesa
- córka, która została żoną Teodora Mouzalona.